# Ходжамаммедов, Бяшиммырат Атамырадович
Бяшиммурад Атамурадович Ходжамамедов (туркм. Bäşimmyrat Hojamämmedow) — туркменский государственный деятель. Заместитель Председателя Кабинета министров Туркменистана.

## Биография
Родился в 1966 году в селе Ак оба этрапа Махтумкули Ашхабадской области.
В 1990 году окончил Туркменский государственный институт экономики и управления, по специальности — экономист.
Трудовую деятельность начал в 1990 году экономистом отдела учета операций Государственного коммерческого банка «Туркменистан». Далее работал в Центральном банке Туркменистана, где занимал различные должности в Управлении бухгалтерского учета и отчетности, аудиторской службе, в том числе руководящие посты.
20.08.2008 — 12.09.2008 — заместитель министра экономики и развития Туркменистана.
12.09.2008 — 11.01.2013 — министр экономики и развития Туркменистана.
11.01.2013 — 09.07.2015 — хяким Балканского велаята.
С 09.07.2015 по 31 августа 2017 года — заместитель Председателя Кабинета министров Туркменистана. Оставил должность по состоянию здоровья.